# 得點圈
得點圈（Scoring position），是二壘和三壘的總稱，是棒球、壘球等運動中方便使用的術語。在棒球比賽中，通常以一壘安打即可送回壘上跑壘員回到本壘得分的一個範圍。而因為比賽進行中跑壘員可以提前離壘的規則，二壘跑壘者可更接近本壘，再加上本壘距離外野手最遠，常常藉由一壘安打即可回本壘得分，故二壘及三壘合稱得分圈。
得點圈打擊率（BA/RISP）是評斷打者關鍵時刻打擊能力的指標之一。
「得點圈」並不是一個正式的錄音術語。根據擊球情況，得分位置的跑壘員可能無法生存，或者一壘的跑壘員可能能夠生存。「得點圈」是一個在比賽評論和文章中經常使用的術語，用於指導進攻和防守的機會和關鍵點。